# Junkers Ju 390
Junkers Ju 390 byl německý šestimotorový dolnoplošník s dvojitou SOP vyrobený ve dvou prototypech, který vycházel z typu Junkers Ju 290.

## Vznik
Po vstupu USA do války v prosinci 1941 začalo Reichsluftfahrtministerium zvažovat produkci bombardéru se schopností útoku na New York z evropských základen. Na jaře roku 1942 vypracoval Technický úřad specifikace takového letounu a rozeslal je společnostem Junkers, Messerschmitt a Focke-Wulf. Po obdržení objednávky zahájila továrna Junkers v Dessau výrobu prvního prototypu a továrna v Bernburgu druhého.

## Vývoj
První prototyp stroje Ju 390 V1 (GH+UK) vzlétl v srpnu 1943. Nový letoun měl drak shodný s Ju 290 A, jehož trup byl prodloužen o 3,10 m přidáním sekce do jeho zadní části. V křídle o zvětšeném rozpětí bylo umístěno šest hvězdicových čtrnáctiválcových vzduchem chlazených motorů BMW 801 o vzletovém výkonu po 1250 kW.
Druhý prototyp Ju 390 V2 (RC+DA) byl zalétán v říjnu 1943. Představoval vzor námořní hlídkové verze. Stroj byl vybaven radarem FuG 200 Hohentwiel a vyzbrojen pěti kanóny MG 151 ráže 20 mm a trojicí kulometů MG 131 ráže 13 mm. V lednu 1944 byl předán k Fernaufklärungsgruppe 5 v Mont-de-Marsan.
Třetí prototyp Ju 390 V3 měl být bombardovací verzí, ovšem práce na něm nebyly nikdy dokončeny.

## Specifikace

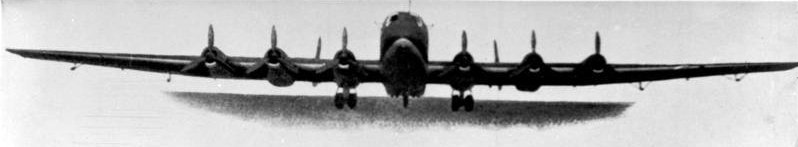
Junkers Ju 390

Údaje dle

### Technické údaje
- Osádka: 10
- Rozpětí: 50,30 m
- Délka: 34,00 m
- Výška: 6,90 m
- Nosná plocha: 254 m²
- Hmotnost prázdného stroje: 36 900 kg
- Max. vzletová hmotnost: 75 500 kg
- Pohonná jednotka:

### Výkony
- Maximální rychlost: 505 km/h (ve výšce 6 000 m)
- Cestovní rychlost: 360 km/h (ve výšce 2 500 m)
- Dostup: 6000 m
- Dolet: 9700 km